# Ford F-Series (sixième génération)
La sixième génération du Ford F-Series, également connu sous le nom de "Ford Dentside" pour les passionnés, est une gamme de pick-ups civils et de pick-ups commerciaux à poids moyen qui ont été produits par la Ford Motor Company des années modèles 1973 à 1979. Produit par Ford en Amérique du Nord, en Argentine et en Australie, il s'agit de la troisième et dernière génération de pick-ups dérivés du Ford F-Series de 1965.
Cette génération marque l'introduction du F-150 et de la carrosserie à cabine allongée, le SuperCab. Introduit en 1975, le F-150 remplacera finalement le F-100, devenant la version la plus populaire du F-Series. Après plusieurs années de retard, la deuxième génération du Ford Bronco est sortie (en tant que version raccourcie du F-100).
En 1977, le Ford F-Series est devenu le pick-up le plus vendu aux États-Unis, une position qu'il occupe depuis.

## Fabrication nord-américaine
Cette génération a été lancée en décembre 1972 pour l'année modèle 1973. Tout en conservant le même châssis que la génération précédente, plusieurs révisions ont été apportées. Pour lutter contre la corrosion, Ford a augmenté son utilisation de tôle galvanisée, d'acier zingué et d'apprêt riche en zinc. Pour augmenter la sécurité, le réservoir de carburant a été déplacé hors de la cabine (maintenant en dessous de la benne du pick-up), créant un espace de rangement derrière la banquette.

### Historique du modèle

#### 1973-1975
En 1973, un nouveau modèle est proposé : le F-350 V8 robuste. Il s'agissait d'un nouveau pick-up robuste conçu pour les entrepreneurs et les amateurs de camping. Il roulait sur un empattement plus long qu'un F-100 ou un F-250 (140 po (3 556 mm) contre 133 po (3 378 mm)) mais il avait la même longueur totale. Pour le F-350 SRW, la commande de la finition Camper Special en faisait un "Super Camper Special", conçu pour être un camping-car beaucoup plus lourd que ceux qui étaient sur le marché à cette époque.
En 1974 (introduit le 21 septembre 1973), le F-Series est pour la première fois devenu disponible en cabine allongée. Surnommé le "SuperCab", il offrait des sièges pour six passagers comme la double cabine mais dans une longueur plus courte et il était en concurrence avec le Club Cab de Dodge.
En 1975, le F-150 a été introduit; ce pick-up a été conçu avec un poids nominal brut (plus de 6 000 lb (2 722 kg)) et une charge utile maximale plus élevée.

#### 1976-1977
En 1975 (année modèle 1976), la conception familière de style «calandre divisée» a subi un léger lifting pour présenter des contours noirs autour des phares et une apparence générale plus raffinée.
Pour l'année modèle 1976, l'édition limitée Bicentennial Option Group a été proposée sur les pick-ups Custom Styleside, avec les peintures Wimbledon White ou Bahama Blue, avec une bande avec un aigle royal sur le côté et des inserts en tissu rouge, blanc et bleu sur les sièges.
Les modèles de 1977 ont reçu une refonte des garnitures extérieures, les insignes du capot étant plus petits et déplacés près du pare-brise. La benne a reçu une trappe de carburant rectangulaire pour cacher le bouchon d'essence. Le réservoir de carburant situé derrière le siège a été abandonné en raison de problèmes de sécurité. Ce fût également la dernière année du F-500 moyen.
À partir de l'année modèle 1977, Ford a abandonné le "Super" du nom de la finition "Super Camper Special" en faveur d'appeler les modèles F-350 avec les finitions de camping-car "Camper Special", un nom qui n'était auparavant attribué qu'aux F-250 avec les finitions de camping-car.

#### 1978-1979

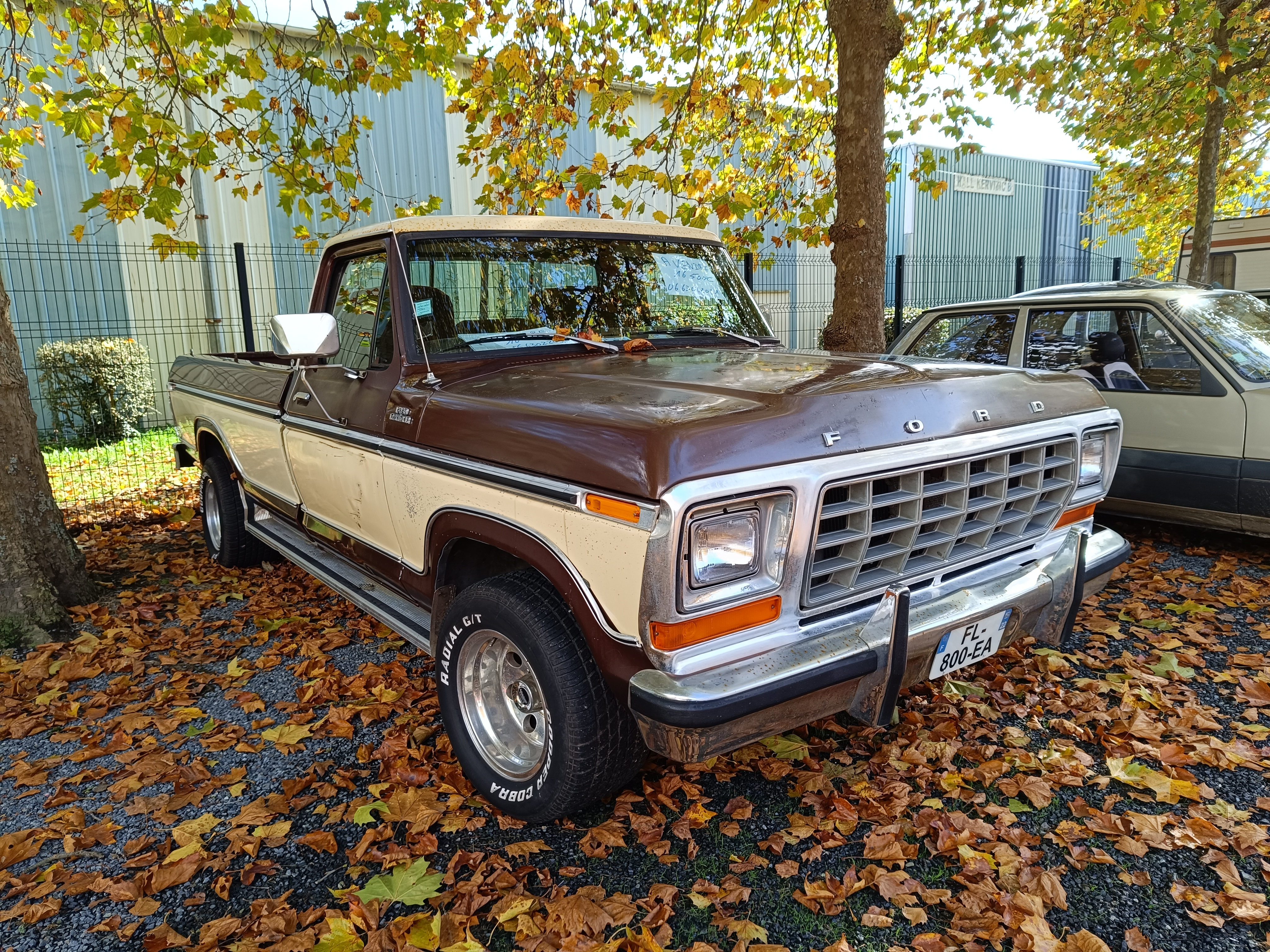
Ford F-150 Ranger de 1978.

En 1978, la calandre divisée a cédé la place à un élément monobloc plus grand qui n'incorporait plus les phares, les clignotants ou l'écriture FORD. Les phares étaient situés dans des boîtiers à l'extérieur de la calandre, avec les clignotants en dessous. Une nouvelle écriture FORD chromée était placée sur le capot, immédiatement au-dessus de la calandre. Des phares ronds étaient utilisés sur le niveau de finition Custom de 1978; les niveaux de finition supérieurs, Ranger, Ranger XLT et Ranger Lariat, avaient de nouveaux phares rectangulaires avec des contours chromés en option[réf. nécessaire] et un insert de calandre chromé. Des réservoirs Dual Fuel dans la benne sont devenus la norme[réf. nécessaire]. La nouveauté de 1978 était l'option d'une transmission intégrale partielle ou permanente sur les modèles SuperCab. Les modèles à quatre roues motrices permanentes avaient une boîte de transfert NP203 à entraînement par chaîne, tandis que les pick-ups à quatre roues motrices à temps partiel étaient équipés d'une boîte de transfert NP205 à engrenages[réf. nécessaire].
En 1979, tous les modèles utilisaient des phares rectangulaires, avec des enjoliveurs disponibles en noir ou en chrome pour correspondre au cadre de la calandre en aluminium[réf. nécessaire].

### Modèles
| Nom commercial | Code(s) de plate-forme                                                                       | Classification  | Poids nominal brut du véhicule             |
| -------------- | -------------------------------------------------------------------------------------------- | --------------- | ------------------------------------------ |
| F100           | F100: F101 F102 F103 F104 F105 F106 F107 F108 F109 F10N F110 (4x4): F111 F112 F113           | ½ tonne         | 4,550–5,700 livres 4x4: 5,250–6,500 livres |
| F150           | F151                                                                                         | ½ tonne "Lourd" | 6,050–6,500 livres                         |
| F250           | F250: F251 F252 F253 F254 F255 F256 F257 F258 F259 F260 (4x4): F261 F262 F263 F264 F265 F266 | ¾ de tonne      | 6,200–8,100 livres 4x4: 6,500–8,400 livres |
| F350           | F350: F350 F351 F352 F353 F354 F355 F356 F357 F358 F359 F35P F360 (4x4): F360                | 1 tonne         | 6,000–10,000 livres 4x4: 8,550 livres      |

Pour ces pick-ups, le poids nominal brut du véhicule était lié à une combinaison de roues, ressorts, essieux et freins. Le code de série sur l'étiquette d'identification indique de quel modèle il s'agit et à partir de là, il est possible de déterminer le poids nominal de chaque véhicule. Les pick-ups 4x4 peuvent également être identifiés par le numéro d'identification du véhicule et sur la plaque d'identification avec le numéro de série. Par exemple, F10 indique un F-100 2 roues motrices, mais F11 indique un F-100 4x4, et ainsi de suite. Les numéros de série commençant par un "X" sont des modèles SuperCab.

### Finition
La sixième génération du F-Series a subi une légère révision de ses gammes de finition. Les finitions de base et Sport Custom ont été abandonnées (le Custom devenant la finition standard). Le Ranger et le Ranger XLT sont revenus, avec la finition Ranger Lariat introduite en 1978 avec garniture intérieure en tissu, carrosserie bicolore et garniture de hayon spécifique.
- Custom
- Ranger
- Ranger XLT
- Ranger Lariat (1978-1979)

La gamme de modèles était proposée avec plusieurs finitions d'apparence . En 1974, la finition Explorer était proposé sur les F-100, F-250 et F-350 (ainsi que sur les Ranchero et Bronco), comprenant des garnitures extérieures et intérieures, des insignes et des enjoliveurs de couleur assortie. La finition "Free Wheeling" de 1977-1979 (offert sur les Ranger Custom et non Lariat, ainsi que sur les Bronco et Econoline), se composait de bandes multicolores, d'un intérieur argenté ou noir, de pneus à lettres blanches et de jantes en alliage optionnelles, arceau de sécurité monté sur la benne et barre de poussée montée sur pare-chocs.

### Groupe motopropulseur
| Moteur                                     | Années  | Puissance              | Couple | Notes                                             |
| ------------------------------------------ | ------- | ---------------------- | ------ | ------------------------------------------------- |
| Six cylindres en ligne de 240 pouces cubes | 1973–76 |                        |        | F-100 seulement                                   |
| Six cylindres en ligne de 300 pouces cubes | 1973–79 | 117ch (87 kW)          |        |                                                   |
| V8 Windsor de 302 pouces cubes             | 1973–79 | 130ch (97 kW)          |        | Uniquement disponible en pick-up 2 roues motrices |
| V8 FE de 360 pouces cubes                  | 1973–76 | 143ch (107 kW)         |        |                                                   |
| V8 FE de 390 pouces cubes                  | 1973–76 | 161ch (120 kW)         |        |                                                   |
| V8 385 de 460 pouces cubes                 | 1973–79 | 200-239ch (150-162 kW) |        | Uniquement disponible en pick-up 2 roues motrices |
| V8 351M de 351 pouces cubes                | 1977–79 | 156ch (116 kW)         |        |                                                   |
| V8 400 de 400 pouces cubes                 | 1977–79 | 169ch (126 kW)         |        |                                                   |

## Fabrication australienne
Ford Australie assemblait le F-Series de sixième génération à conduite à droite, équipé d'une gamme de moteurs d'origine locale. Le niveau de finition de base s'appelait Custom, avec une finition XLT plus élevée uniquement disponible sur le F-100.

### Historique du modèle

#### 1973-1975
Initialement, ils étaient disponibles avec des moteurs six cylindres en ligne de 240 et 300 pouces cubes provenant des États-Unis. À partir d'août 1974, le moteur de 240 pouces cubes a été remplacé par un six cylindres en ligne de 250 pouces cubes d'origine locale et le moteur de 300 pouces cubes a été remplacé par les moteurs V8 Cleveland 302 d'origine locale. Le moteur Cleveland 302 était un moteur Cleveland 351 découplé construit à l'aide d'outillage exporté vers l'Australie après la fermeture de la chaîne de production de Cleveland. Le F-100 avec moteur Cleveland 302 a été le premier modèle australien de la sixième génération à recevoir en option une transmission automatique, les modèles à six cylindres et les F-250 et F-350 plus grands étaient limités à une boîte manuelle à quatre vitesses. En 1975, le F-250 4x4 de construction canadienne a été ajouté à la gamme avec le moteur six cylindres en ligne de 300 pouces cubes pour compléter les F-100, F-250 et F-350 à propulsion arrière assemblés localement.

#### 1976-1977
Le six cylindres en ligne de 250 pouces cubes a été amélioré avec une nouvelle tête à flux croisé et il a été rebaptisé 4,1 litres, augmentant la puissance et réduisant les émissions pour répondre à la nouvelle législation introduite en Australie. À un moment donné en 1976, la masse brute du véhicule du F-100 a été doucement[réf. nécessaire] augmentée de 2 586 kg (5 701 lb) à 2 770 kg (6 107 lb) avant la publication des spécifications de 1977. En 1977, un F-100 4x4 assemblé localement avec des moteurs construits en Australie a été ajouté à la gamme pour remplacer le F-250 4x4 entièrement importé.

#### 1978-1979
En 1978, le V8 Cleveland 351 a remplacé le V8 Cleveland 302 dans les F-250 et F-350. Le moteur Cleveland 302 a continué aux côtés du moteur Cleveland 351 dans le F-100. Le 6 cylindres en ligne de 4,1 litres a continué à être vendu dans toute la gamme. En 1979, le moteur Cleveland 302 a été abandonné, laissant le six cylindres en ligne de 4,1 litres devenir le moteur standard, avec le moteur Cleveland 351 (badgé en tant que moteur de 5.8 L) comme seule mise à niveau, à l'exception du F-100 4x4 qui n'était disponible qu'avec le V8 de 5,8 litres. En Australie, les F-250 et F-350 avaient une boîte de vitesses automatique en option pour la première fois, mais toujours uniquement sur le moteur V8.

### Groupe motopropulseur
| Moteur                                     | Années  | Puissance                           | Couple                        | Notes                          |
| ------------------------------------------ | ------- | ----------------------------------- | ----------------------------- | ------------------------------ |
| Six cylindres en ligne de 240 pouces cubes | 1973–74 |                                     |                               |                                |
| Six cylindres en ligne de 250 pouces cubes | 1974–79 | 106ch (79 kW) à 3500 tr/min en 1975 | 258 N⋅m à 1400 tr/min en 1975 |                                |
| Six cylindres en ligne de 300 pouces cubes | 1973–77 | 117ch (87 kW)                       |                               | F-250 4x4 seulement après 1974 |
| V8 Cleveland de 302 pouces cubes           | 1974–79 | 130ch (97 kW) à 4000 tr/min en 1975 | 304 N⋅m à 2200 tr/min en 1975 |                                |
| V8 Cleveland de 351 pouces cubes           | 1978–79 |                                     |                               |                                |

## Fabrication argentine
Comme Ford Australie, Ford Motor Argentine fabriquait des F-Series (F-100, F-350 et F-3500) et les a équipés de ses propres moteurs. Il s'agissait des six cylindres en ligne et V8 Y-Block ainsi que des moteurs diesel 4 cylindres Perkins coulés et assemblés par Ford Motor Argentine. De plus, les pick-ups à poids moyen comme le F-600/F-6000 et le F-7000 y étaient fabriqués.

### Historique du modèle

#### 1976
Le F-100 était disponible avec trois choix de moteurs, le six cylindres en ligne "Econ" de 221 pouces cubes, le V8 Y-Block de 292 pouces cubes et un moteur diesel Perkins de 203 pouces cubes disponible avec 4 cylindres ou 6 cylindres. La seule transmission proposée était une manuelle à 3 vitesses.

### Groupe motopropulseur
| Moteur                                                | Années | Puissance                    | Couple | Notes           |
| ----------------------------------------------------- | ------ | ---------------------------- | ------ | --------------- |
| Six cylindres en ligne de 221 pouces cubes            |        | 120ch (89 kW) à 4000 tr/min  |        | Marché argentin |
| V8 Y-block de 292 pouces cubes                        |        | 160ch (119 kW) à 4000 tr/min |        | Marché argentin |
| Quatre cylindres en ligne Perkins de 203 pouces cubes |        | 74ch (55 kW) à 2800 tr/min   |        | Marché argentin |

## Ford Bronco
Article principal: Ford Bronco
En 1978, Ford a redessiné le Ford Bronco, en le basant sur le châssis du F-Series (raccourci à un empattement de 104 pouces). Reprenant la carrosserie du Bronco SUV de 1966-1977, le Bronco full-size de 1978 a été conçu avec un toit rigide amovible, similaire a celui du Chevrolet K5 Blazer/GMC Jimmy. Le nouveau Bronco incorporait des caractéristiques de conception qui éliminaient les toits qui fuient et la flexion de la carrosserie associée aux autres véhicules utilitaires full-size à toit amovible de l'époque.
Pour réduire les coûts de production par rapport à son prédécesseur, le Bronco a été conçu de manière interchangeable avec le Ford F-150 4x4, partageant presque tous les panneaux de carrosserie extérieurs depuis les portes avant jusqu'à l'avant, de nombreuses pièces et garnitures intérieures, et le même groupe motopropulseur. Le V8 351M était standard, avec un V8 400 en option; tous les Bronco étaient équipés de quatre roues motrices.

## Poids moyen
En grande partie inchangés depuis 1966, les pick-ups à poids moyen ont peu changé au cours des années 1970. Les modèles de 1973-79 se distinguent le plus facilement par leurs contours de phares plus larges dans la calandre par rapport aux modèles de 1967-1972. En 1977, une version de 370 pouces cubes du V8 460 a remplacé les précédents moteurs FE. Partagé avec les camions L-Series, le V8 Caterpillar 3208 est devenu une option dans les modèles F700 et F800; les pick-ups diesel se distinguaient par un «0» supplémentaire (c'est-à-dire F-7000/F-8000). Le F-500, qui avait le poids nominal brut du véhicule le plus bas des pick-ups à poids moyen, a été abandonné après 1977.

## Highboy
Le terme "Highboy" est un surnom donné par les passionnés aux F-250 4x4 de 1967-1977, qui utilisaient le cadre plus étroit du F350 (34" contre 37") et une boîte de transfert séparée (Dana 24, NP203 ou NP205).
Les F100/F150 4x4 n'utilisaient pas de cadre étroit ou de boîte de transfert séparée, ils utilisaient une suspension avant différente, avec des bras arrondis et des ressorts hélicoïdaux, au lieu de ressorts à lames.
Le F250 4x4 "Highboy" est également historiquement important, c'est la base du premier "monster truck", le Bigfoot de Bob Chandler.
L'avant du F250/350 "Highboy" à 4 roues motrices était plus haut que le F100/150 à 4 roues motrices, en raison du cadre étroit et des ressorts à lames avant hauts. Le ressort était monté sur le côté gauche du boîtier de différentiel avant. L'essieu arrière utilisait des cales d'espacement sous les ressorts à lames, pour correspondre à la hauteur de l'avant. Les ressorts à lames arrière mesuraient 2,25" de large.
Mi-1977, Ford a cessé d'utiliser le cadre étroit et la boîte de transfert séparée pour les pick-up F250/350 à 4 roues motrices. Les gens ont alors commencé à qualifier les pick-up F250/350 à 4 roues motrices de 1967-1977 de "Highboy". Il existe une croyance erronée, bien que courante, selon laquelle Highboy était une finition optionnelle disponible sur tous les pick-up Ford de 67-77. Ce n'était pas le cas.
Il existe des différences très spécifiques qui séparent les Highboy de 67-77 des Non-Highboy :
- Moteurs : 1V désigne un carburateur à 1 barril, 2V désigne un carburateur à 2 barrils.

Six cylindres en ligne 240 1V (1967-1974), six cylindres en ligne 300 1V (1967-1977,5), V8 351M 2V (1977), V8 352 2V (1967), V8 360 2V (1968-1976) et V8 400 2V (1977)
- Cadres : Tous les Highboy, comme le F-350, ont un cadre étroit de 33,5 pouces de large. En plus d'être plus étroits que les autres cadres, tous les cadres des Highboy ont reçu une traverse avant supplémentaire sous le pare-chocs. C'est la seule différence entre les cadres des Highboy et les cadres des F-350 de 67-72. Les cadres des Highboy étaient différents des autres cadres du F-Series et ils nécessitaient donc une benne différente de celle des autres pick-ups F-Series. Ce sont des pick-ups avec une hauteur et une gravité maximales[14].